# 세종 테뫼산성
세종 테뫼산성은 세종특별자치시 부강면 부강리 499 일원에 있는 성이다. 2014년 9월 30일 세종특별자치시의 향토문화유산 제55호로 지정되었다.

## 개요
테뫼산성은 세종특별자치시 부강면 부강리 퇴뫼마을 뒷산의 정상부(해발 63m)에 흙을 쌓아 만든 성으로 산의 정상부에 테를 두른 듯 성을 쌓았다는 의미로 테뫼산성이라 부른다. 테뫼산성의 주변으로는 금강과 그 지류인 백천천이 흐르고 있으며, 하천의 주변으로 발달한 평지 가운데 솟아있는 구릉의 정상에 성이 위치한다.
테뫼산성은 부강면과 금강을 둘러보기 좋은 곳에 만들어져 있는데, 테뫼산성으로부터 북동쪽으로 약 1.7km 떨어진 산의 정상(해발 103m)에는 성재산성(향토문화유산 제56호)이 자리하고 있으며, 남동방향으로 약 1.6km 떨어진 산의 정상(해발 193m)에는 성산성(향토문화유산 제54호)가 있다.
테뫼산성의 평면은 남북방향의 능선과 서쪽으로 뻗은 능선을 포함한 ‘ㅓ’자 형태이다. 성의 내부 지형은 북쪽과 동쪽이 높고 남쪽과 서쪽이 낮은 모습이고 동쪽과 서쪽에는 건물이 있었던 자리로 보이는 평평한 곳이 있다. 해당지역에 대해 실시한 문화재 지표조사(백제문화재연구원, 2013)에서 삼국시대~조선시대에 이르는 유물이 관찰되었으며, 지표조사 결과에 따라 2차례 시굴조사가 진행되었다. 1차 시굴조사(한얼문화유산연구원, 2014)에서는 테뫼산성의 외부에 외호(外濠)가 존재하는 것을 확인하였고 그 내부에서 삼국시대 토기편이 출토되었으며, 2차 시굴조사(동방문화재연구원, 2017)에서는 삼국 중 백제의 것으로 추정되는 성벽의 일부와 집자리, 구덩이 등이 발견되었다.